# Claire Bosatta
Claire Bosatta (Pianello del Lario, 27 mai 1858 – Pianello del Lario, 20 avril 1887) est une religieuse italienne des Filles de Sainte Marie de la Divine Providence et reconnue bienheureuse par l'Église catholique. Elle est fêtée le 20 avril.

## Biographie
Fille de Rose Mazzucchi et d'Alexandre, petit fabricant de soie, elle reçoit le prénom de Dina. Son père meurt alors qu'elle a 3 ans ; en 1871, ses frères l'envoient étudier chez les Filles de la charité canossiennes. En 1878 elle exprime l'intention d'entrer comme religieuse dans la congrégation des canossiennes mais plus encline à la vie contemplative, elle est jugée impropre à cette institution et rendue à sa famille.
De retour dans sa ville natale, elle entre avec sa sœur Marcelline dans la pieuse union des Filles de Sainte-Marie créée par Charles Coppini, curé de la paroisse, pour le service aux personnes âgées et enfants abandonnés. À la mort de Don Coppini en juillet 1881, Louis Guanella lui succède et transforme l'association en congrégation religieuse.
Lors de l'année scolaire 1881-1882 Dina termine la préparation d'un diplôme d'enseignante d'école primaire sans être en mesure de passer les examens. Dina Bosatta prend Claire comme nom de religion et devient responsable de la formation spirituelle des postulantes et des novices.

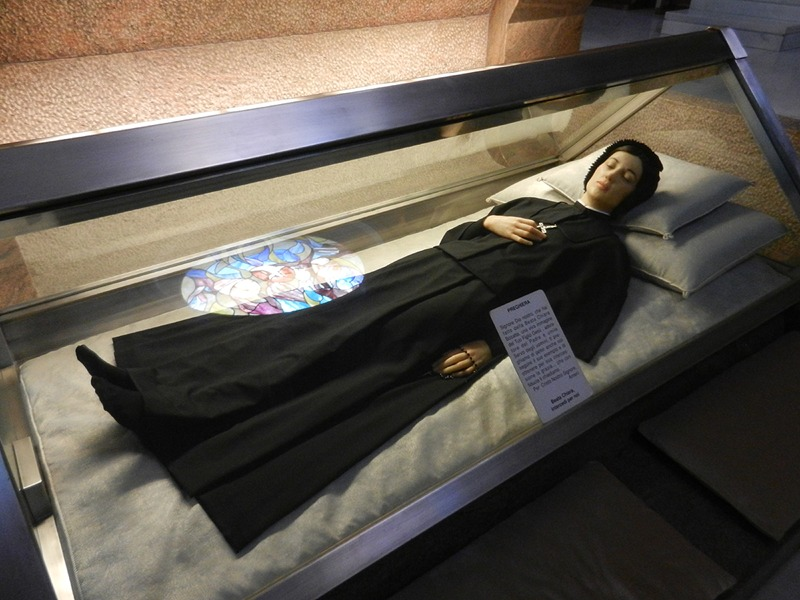
Châsse de Claire Bosatta.

Sur l'invitation de Don Laurent Guanella, frère de Louis, et prêtre à Ardenno, elle commence une œuvre de charité où alternent sœur Marcelline et sœur Claire avec une autre religieuse. En automne 1886, elle attrape la tuberculose. Espérant que l'air du Lac de Côme peut l'aider, elle est emmenée à Pianello où elle meurt le 20 avril 1887 à l'âge de 28 ans.

## Béatification
Louis Guanella promeut la cause de béatification de sœur Claire. Le procès d'information est ouvert à Côme en 1912, le 21 avril 1991, elle est béatifiée par le pape Jean Paul II. Son corps est vénéré dans le sanctuaire du Sacré-Cœur à Côme, à côté de celui de Louis Guanella.
Sa fête est fixée au 20 avril d’après le Martyrologe romain.